# Semaeopus viridipunctata
Semaeopus viridipunctata är en fjärilsart som beskrevs av W. Warren 1900. Semaeopus viridipunctata ingår i släktet Semaeopus och familjen mätare. Inga underarter finns listade i Catalogue of Life.